# Advogados em Defesa das Crianças e Famílias do Arkansas
Advogados em Defesa das Crianças e Famílias do Arkansas (AACF) é uma organização sem fins lucrativos que incentiva políticas públicas que visam beneficiar crianças e suas famílias no Arkansas, Estados Unidos. Sua missão é "proteger e promover, por meio de pesquisas, a educação e defesa dos direitos e do bem-estar das crianças de Arkansas e suas famílias, para assegurar que eles tenham oportunidades de levar vidas saudáveis e produtivas." A sede da organização fica em Little Rock, capital estadual.
O AACF foi fundado em 1977 por um grupo não-partidário, que incluía Hillary Rodham Clinton, então advogada do Arkansas.